# Marsdenia gymnemopsis
Marsdenia gymnemopsis är en oleanderväxtart som beskrevs av R. Omlor. Marsdenia gymnemopsis ingår i släktet Marsdenia och familjen oleanderväxter. Inga underarter finns listade i Catalogue of Life.